# Fisiología del ejercicio
La fisiología del ejercicio es el estudio de la adaptación aguda y crónica del organismo a un mayor consumo de oxígeno. El ejercicio forma parte de una respuesta fisiológica. La fisiología del ejercicio incluye otras áreas como bioquímica, bioenergética, función cardiopulmonar, hematológica, biomecánica, fisiología del músculo esquelético, función neuroendocrina y función del sistema nervioso tanto central como periférico.

## Energía
Los humanos tienen alta capacidad de gasto de energía durante muchas horas de ejercicio en el sol. Un ejemplo, un ciclista se desplaza a una velocidad de 26.4 km/h, recorre 8,204 km, durante 50 días consecutivos, en total hay un gasto de 1,145 MJ con una potencia de 182.5 W.
El músculo esquelético quema 90 mg de glucosa cada minuto de actividad continua, generando 24 W de energía mecánica y el músculo tiene una eficiencia promedio de 22-26%, por ende solo se conserva 76W de energía calórica. El músculo esquelético en reposo tiene una tasa basal metabólica de 0.63 W/kg, lo cual se deduce una diferencia de 160 veces entre el músculo activo y en reposo. Para esfuerzo muscular corto, el expendio de energía puede ser mayor, un hombre adulto cuando salta puede consumir una tasa de 314 W/kg, y con movimiento rápido puede llegar a generar el doble de energía en animales como los bonobús y pequeñas lagartijas.
El gasto de energía es muy grande comparado con el metabolismo en reposo, considerando la tasa basal metabólica del cuerpo humano adulto. Esto varía con la edad, tamaño y género, el rango va de 45 a 85 W. El expendio total dado el gasto energético es mucho más alto dependiendo de la cantidad promedio de ejercicio y trabajo físico. En conclusión, si el ejercicio es hecho por un largo periodo, este domina el metabolismo energético del cuerpo.

## Cambios metabólicos